# José de Orejón y Aparicio
José de Orejón y Aparicio (* um 1705 in Huacho; † Mai 1765 in Lima) war ein peruanischer Komponist.

## Leben
Orejón war Schüler von Tomás de Torrejón y Velasco. Von 1742 bis 1760 war er Organist, danach als Nachfolger seines Lehrers Roque Ceruti Kapellmeister an der Kathedrale von Lima.
Er komponierte Messen, Passionsmusiken und Chorwerke, darunter die Pasión del Viernes Santo und eine Pasión según San Juan, die Cantata ¡Ah, del gozo!, die Sopranarie Mariposa de sus rayos, die Aria al Santisimo Sacramento und den Contrapunto a la Conseptión de Nuestra Senora. Seine Werke werden in den Archiven des Erzbistums Lima und der Kathedrale von Sucre aufbewahrt.
Bereits 1736 stellte Don Pedro Bermúdez de la Torre seine Kompositionen denen Andrés Lorentes und Sebastián Duróns gleich. In einem Nachruf im Mercurio Peruano schrieb sein Schüler Toribio José del Campo y Pando, es gebe bis zu Domènech Terradellas und Giovanni Pergolesi niemanden, den man mit Orejón vergleichen könne.